# Unidad de Operaciones Especiales (España)
La Unidad de Operaciones Especiales (UOE) fue una fuerza de élite de operaciones especiales de la Armada y de la Infantería de Marina Españolas, fundada el 2 de septiembre de 1966 —oficialmente en 1968 al crearse el Tercio de Armada (TEAR)— a petición del entonces capitán de infantería de marina Julio Yáñez Golf, y que fue absorbida en junio de 2009 con la creación de la Fuerza de Guerra Naval Especial. La unidad tenía sus cuarteles en el Tercio de Armada, San Fernando, Cádiz. Actualmente la FGNE está ubicada en Cartagena y se encuentra bajo control directo del Mando de Guerra Naval Especial. Comprendía alrededor de 170 hombres organizados en tres equipos operacionales (Estoles) así como personal de mando y apoyo logístico.
La UOE tenía tareas de operaciones especiales en la mar, la costa y en tierra. Tradicionalmente, la UOE lleva a cabo misiones de hasta 50 kilómetros de la costa, aunque esto no es una restricción y los equipos suelen realizar operaciones en tierra. La unidad cumplía todos los aspectos de la Fuerza de Guerra Naval Especial, incluyendo: contraterrorismo marítimo, abordaje de embarcaciones en alta mar, combate submarino, infiltración de costas, inserción aérea, reconocimiento especial, acción directa, escolta/protección de VIP (del inglés Very Important Person) y búsqueda y rescate.
Para estos propósitos la UOE utilizaba un amplio rango de plataformas navales y militares, incluyendo submarinos, fragatas, botes inflables suaves y rígidos, vehículos de tierra, e igualmente helicópteros y aviones para inserciones aéreas.
El curso de selección y entrenamiento de la UOE (Capacitación) era bastante duro. Al igual que el curso de los SEALs de la armada estadounidense, la UOE mantiene unas directrices de aceptación bastante estrictas.  Su lema,  "En la U.O.E. no entra quien quiere, sino quien puede,  somos especiales".

## Historia

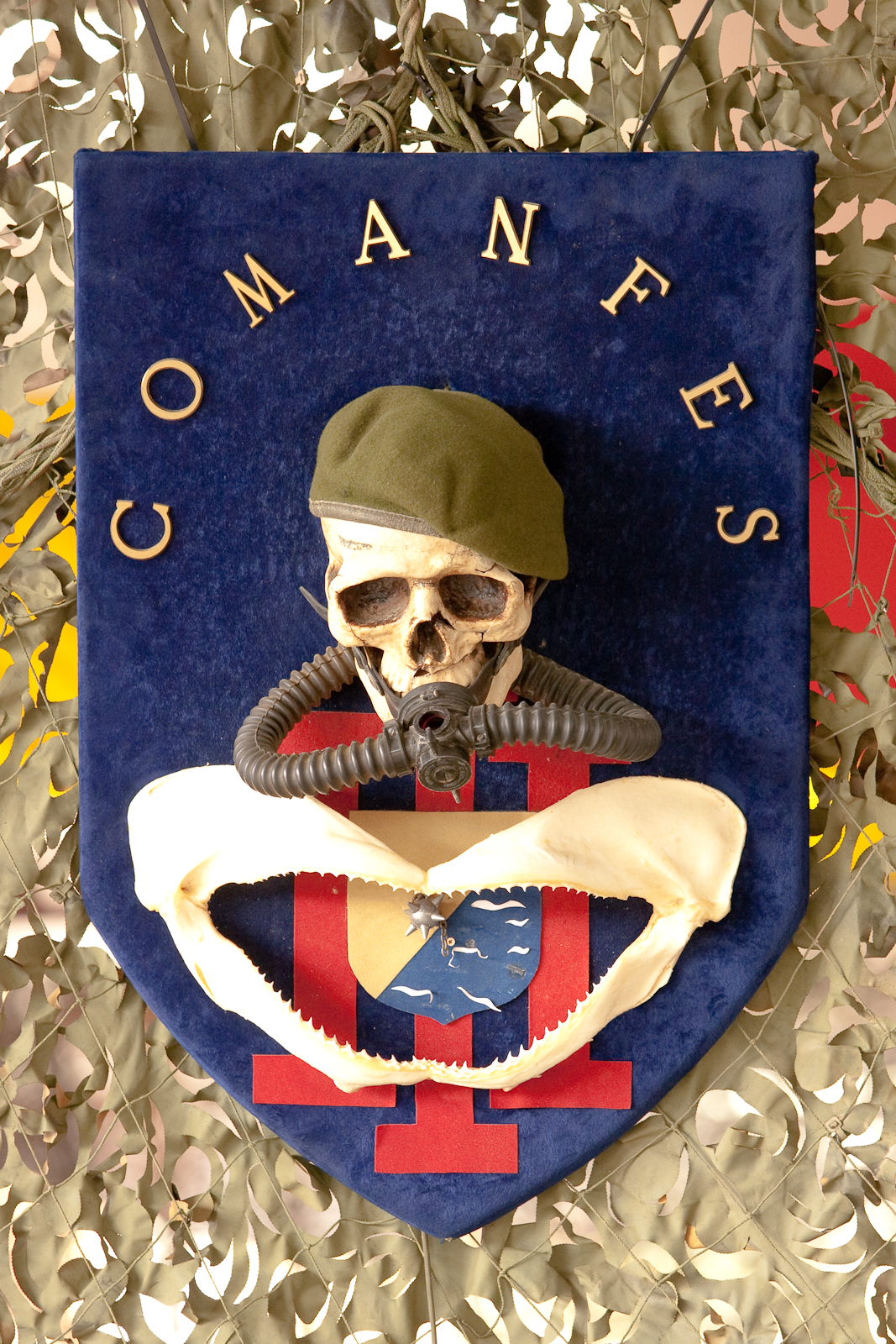
Antiguo emblema de COMANFES, nombre de la UOE de 1985 a 1990.

Una de las lecciones de la Segunda Guerra Mundial fue la necesidad y utilidad de un buen reconocimiento marítimo previo a las operaciones anfibias. La Armada Española no fue ajena a esta necesidad.
La Compañía de Escaladores Anfibios fue organizada en 1952 en el Tercio Norte de Ferrol como una unidad de voluntarios encargada de los asaltos de costa e infiltración. Su fundador fue el capitán de Infantería de Marina Alfredo Díaz del Río Darnell quien había realizado previamente el curso de Montaña en la Escuela de Montaña del Ejército de Tierra en Candanchú. Con la creación del Grupo Especial de Infantería de Marina (GRUPES) la unidad fue trasladada a San Fernando en 1957 donde se extinguió en 1966. 
A esta emblemática Unidad de Escaladores se la puede considerar embrión o raíz de la UOE.
La Unidad de Operaciones Especiales, fue fundada el 2 de septiembre de 1966, tras propuesta del capitán Yáñez Golf, al finalizar el primer Curso de Aptitud para el Mando de UOE para la Armada, al coronel Martínez de Galinsoga, comandante del Grupo de Apoyo del Tercio Sur, siendo mando del GRUPES el general La Cruz Lacacci.
Sería ésta una Unidad de alto empleo y carácter selectivo, destacando por el peculiar adiestramiento de sus componentes, especialización de los mismos, mayor encuadramiento de sus reducidos efectivos y alistamiento para intervención inmediata.
Según estudio detallado por escrito de fecha 3 de septiembre, el capitán Yáñez solicitó al Mando poder organizarla, adiestrarla y dotarla del equipo material, armamento necesario y específico para llevar a cabo misiones especiales por tierra, mar y aire (reconocimientos anfibios, incursiones, golpes de mano, sabotajes tras las líneas enemigas, captura de prisioneros, etc.), así como que le fueran aprobados sistemas de proselitismo y captación y asistencia a cursos necesarios para la formación del personal.
La UOE, al no estar aún reconocida oficialmente, carecía de presupuestos, plantillas de personal, tablas de armamento y material. Sin embargo, desde el primer día se aprobaron todos sus Programas de Adiestramiento e incluso les mandaron a "comisiones especiales", como a rescatar a unos jóvenes perdidos en la Cueva del Gato en Málaga.
En aquellos momentos tampoco se les reconocía el plus de Buceo y el de Paracaidismo. Hasta el soldado (que cobraba 9 pesetas), tenía que pagar su propia Boina Verde tan arduamente conseguida en el curso de Capacitación. 
Esta UOE realizó ejercicios y maniobras (más de veinte días al mes) con Unidades Especiales de élite tanto españolas -Submarinos, Helicópteros, Lanchas Torpederas, Centro de Buceo de la Armada, BRIPAC, UOE’s-, como extranjeras -GROUFUMACO, BRITISH ROYAL MARINE COMMANDOS, SEAL's, SPECIAL FORCES, URECON americano, UDT’s, etc-.
Asimismo fue requerida siempre que se necesitó una Unidad de prestigio y eficacia al servicio de España, interviniendo en las campañas de Guinea, Sidi Ifni, Sáhara y el Aaiún.
Siguiendo la guía del US Navy SEAL y de los SBS/SAS británicos, la unidad expandió su capacidad de alcance y de mando a misiones de combate submarino, demoliciones submarinas, inserciones aéreas y de acción directa.
En 1985 la UOE fue renombrada como COMANFES (Comando Anfibio Especial), pero volvió a utilizar su nombre original a mediados del año 1987.
Hasta su incorporación en la FGNE, la UOE colaboraba y entrenaba muy de cerca con otras unidades similares de la OTAN, como los SEAL's, los COMSUBIN de la armada italiana, el Comando Hubert de Francia y el portugués DAE, al igual que con unidades de intervención especial de las fuerzas policiales españolas: UEI y GEO.
La UOE era una de las tres unidades militares encargadas de realizar operaciones especiales, junto con el MOE del Ejército de Tierra y el EZAPAC del Ejército del Aire y considerada como la mejor unidad de élite de España.
El 24 de septiembre de 2007, el almirante Jefe de Estado Mayor de la Armada, ordenó la planificación de una Unidad de Guerra Naval Especial (UGNE) activada el 10 de junio de 2009, constituida con elementos procedentes de la Unidad de Operaciones Especiales de Infantería de Marina (UOE) y de la Unidad Especial de Buceadores de Combate (UEBC). El Almirante de la Flota, a través del Comandante de Guerra Naval Especial, ejercerá el control de esta unidad durante su adiestramiento especializado y el periodo de alta disponibilidad.
La Fuerza de Guerra Naval Especial (FGNE) responde a la necesidad de contar con una capacidad de operaciones especiales, genuinamente marítima. La fusión de la UOE Y LA UEBC no fue fácil. Se tuvieron que proyectar nuevas infraestructuras para acoger a la nueva unidad, normalizar los procedimientos de dos unidades muy diferentes, proponer un nuevo sistema de formación para los operadores de guerra naval especial, definir qué materiales eran necesarios, elaborar publicaciones doctrinales, hacerse independientes del apoyo logístico que el Tercio de Armada y el Centro de Buceo proporcionaban a las unidades predecesoras. Todo ello mientras la participación en operaciones crecía año a año.

### Guinea Ecuatorial
En marzo de 1969 la UOE se encontraba en Fuerteventura, participando en las maniobras Atlantide-69 con el Grupo de Fusileros de la Marina francesa (Groufumaco). Finalizadas las maniobras se recibió la orden de embarcar con destino a Guinea, como avanzadilla del Batallón de Desembarco que ya se encontraba en los buques TA-11 Aragón y TA-21 Castilla. La UOE zarpó a bordo del crucero Canarias, navegando a 33 nudos debido a la urgencia motivada por una posible intervención armada. Así comenzó la operación Cayuco, continuada por la operación Ecuador de evacuación del personal y finalizada por la operación Polar de regreso.
El crucero Canarias atracó en Bata, donde la UOE repatrió a los efectivos de la Guardia Civil, Policía Territorial y a otros españole. Después la UOE se trasladó a Fernando Poo con igual misión. La posible intervención armada en tierra no hubo necesidad de efectuarla, resultando la operación menos complicada de lo previsto. La repatriación total supuso permanecer tres meses en aguas de Guinea, hasta ultimar la misión.
La posterior fase de Evacuación se consideraba peligrosa ante la posible intervención de fuerzas guineanas. Se procedió a reconocimientos de playas, se dio seguridad a las embarcaciones que evacuaban al personal civil a los buques, se montaron controles y vigilancias de itinerarios y zonas y puntos de embarque y se ayudó al personal civil en las maniobras de embarque hacia los buques de evacuación.

### Balcanes
La UOE estuvo en los Balcanes realizando misiones de reconocimiento. Se desplegaron conjuntamente con los destacamentos de Infantería de Marina destinados. Los miembros de la UOE se infiltraban en zonas de máximo riesgo, recolectando información.

## Organización
La UOE del TEAR tenía una plantilla teórica de 169 hombres. Nunca tuvo mando de coronel, sino que fue de capitán desde septiembre de 1966 a mayo de 1968 (TEAR); de Comandante: desde 1968 hasta 1985 (COMANFES) y de teniente coronel: desde 1985 hasta 2009, con la creación de la FGNE.
Constaba de:
- Mando
- Estol* Administrativo
- 1.er Estol de Operaciones
- 2.º Estol de Operaciones
- 3.er Estol de Operaciones
- Estol de Plana Mayor

Los Estoles eran unidades de tipo compañía, y toman su nombre de las antiguas partidas almogávares.
En tiempos más recientes, al frente de la unidad de Mando había un coronel y un teniente coronel que actuaba como segundo jefe y era el encargado, a su vez, de dirigir el Estol Administrativo. Este estol estaba dividido en dos partes; la sección de servicios encargada de las tareas de gestión burocrática de la unidad y el pelotón de comunicaciones.
Los equipos de operaciones especiales, estaban repartidos en tres estoles; cada estol contaba con unos 33 hombres. La configuración de un estol era la siguiente: al frente se encontraba un oficial (capitán o teniente) y cuatro equipos de operaciones especiales (oficiales, suboficiales y cabos). Cada equipo constaba de dos patrullas de cuatro hombres cada una, en total ocho hombres por equipo, aunque este número podía variar según la misión asignada.

## Rangos
| Oficiales                                                                | Suboficiales                                                             | Tropa                           |
| ------------------------------------------------------------------------ | ------------------------------------------------------------------------ | ------------------------------- |
| - Coronel - Teniente coronel - Comandante - Capitán - Teniente - Alférez | - Suboficial mayor - Subteniente - Brigada - Sargento primero - Sargento | - Cabo primero - Cabo - Soldado |

## Misión
La misión genérica de la UOE era llevar a cabo Operaciones Especiales en los ámbitos marítimo y marítimo-terrestre en forma de acciones militares directas o indirectas sobre objetivos estratégicos, operacionales o tácticos de alto valor, tanto en tiempo de paz como en situaciones de crisis o guerra, utilizando tácticas, técnicas y procedimientos diferentes de las fuerzas convencionales. El éxito dependía de la habilidad del Equipo para permanecer inadvertido dentro de su área de operaciones al mismo tiempo que adquiere y transmite la información.
Con sus tres Estoles de Operaciones Especiales apoyados por el Estol de Plana Mayor y Servicios, la UOE podía realizar el siguiente tipo de acciones:
Acciones Directas dirigidas contra objetivos de alto valor incluyendo todos aquellos cometidos relacionados con la proyección del poder naval sobre tierra mediante OE's, el guiado terminal de aeronaves y municiones sobre objetivos en tierra.

## Adiestramiento

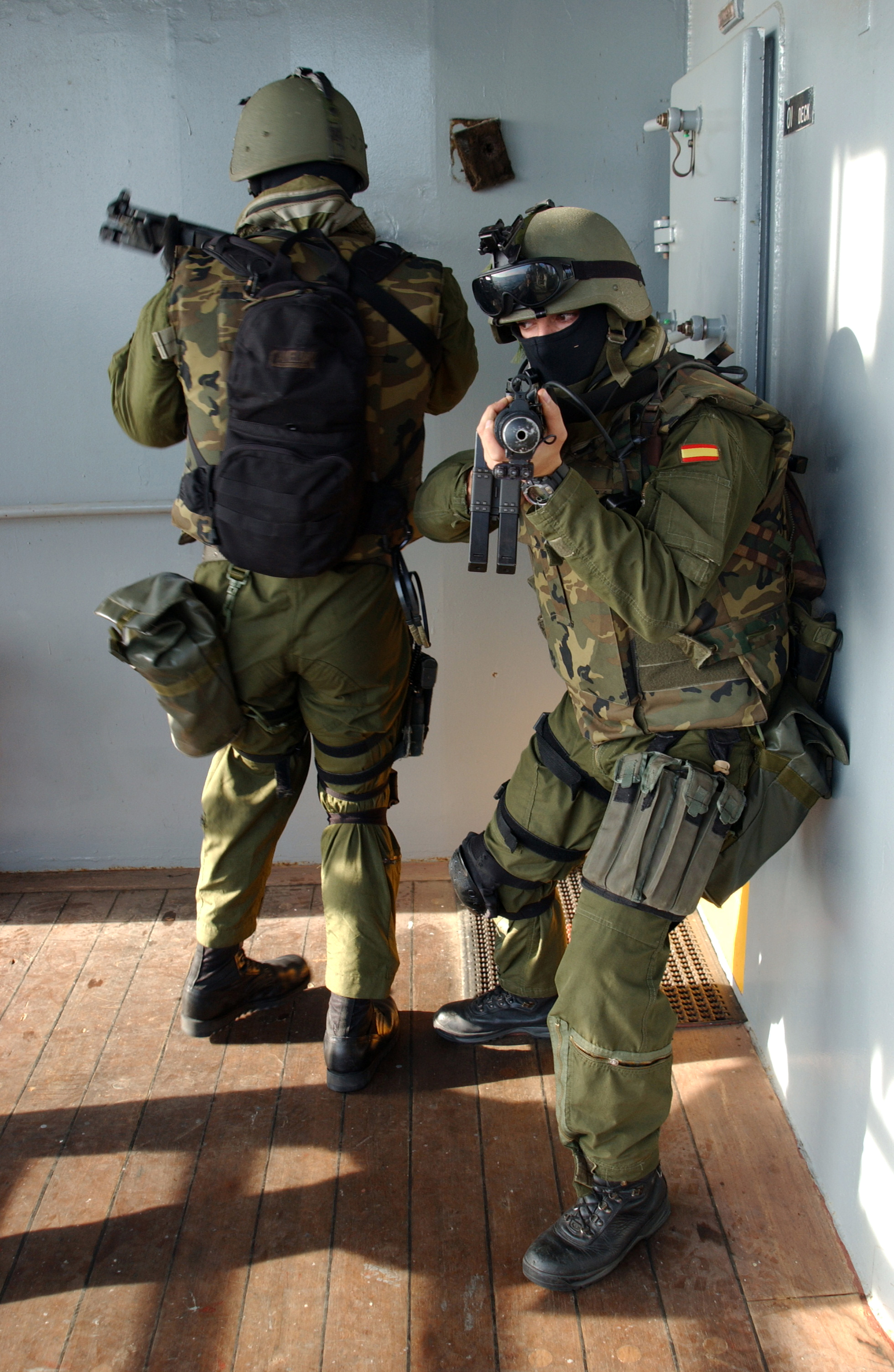
Miembros de la Unidad de Operaciones Especiales (UOE) durante unas prácticas de abordaje.

Los Oficiales y Suboficiales realizaban el CURSO DE MANDO DE UNIDADES DE OPERACIONES ESPECIALES en la "Escuela Militar de Montaña y Operaciones Especiales" (Jaca), el de CAZADOR PARACAIDISTA en la "Escuela Militar de Paracaidismo" en Alcantarilla (Murcia), y el de BUCEADOR ELEMENTAL/ COMBATE en el "Centro de Buceo de la Armada" en Cartagena (Murcia).
En cuanto a la Tropa, su procedencia era la de Militar de Empleo de Tropa Profesional y anteriormente tropa de reemplazo, en cualquiera de sus especialidades. Después de completar la formación básica y de haber servido en una unidad convencional, los candidatos que aspiran a alcanzar la codiciada "boina verde" deben someterse a exhaustivos exámenes médicos y psicológicos, así como pruebas físicas, y luego, si es aprobado, aprobar un curso riguroso de selección (Capacitación). El curso se divide en fases básica y avanzada.
La fase básica tiene una duración de unas cuatro semanas y tiene como objetivo comprobar la resistencia física y psicológica de los candidatos a través de una combinación extenuante de ejercicio físico intenso y de marchas con hasta 50 kg de peso, y numerosos ensayos en el mar y en zonas de montaña. La fase avanzada de la selección tiene una duración de alrededor de dos meses, el rigor físico del curso aumenta constantemente.
Los candidatos son libres de abandonar el curso en cualquier momento, desde el primer día hasta el último. En la mayoría de los casos el abandono es voluntario. La tasa de abandonos del proceso de selección de la UOE de vez en cuando puede ser tan alta como 100% y el promedio de 70% a 80%. La tasa más alta de fracaso de cualquier curso en las fuerzas armadas españolas.
Además de estos Cursos el personal de la UOE completaba su formación y especialización realizando alguno de los siguientes Cursos, desarrollados en diferentes Escuelas y Centros de la Armada, Ejército de Tierra y del Aire:
Curso de Apertura Manual. Curso de Plegado y preparación de Cargas. Curso de Señalador Guía. Curso Básico de Montaña. Curso Tédax y Tédax Submarino. Prácticas de HALO HAHO. Curso de Jefe de Salto. Curso de FAC (Forward air controller). Curso de Observador de Fuego Naval. Cursos de Adquisición de Inteligencia Táctica. Cursos de Buceador elemental y combate. Cursos de Patrón de embarcaciones ligeras de asalto.
El Programa de Adiestramiento de la U.O.E. abarcaba desde el completo dominio de las más elementales técnicas de combate, la capacidad de empleo de los más diversos medios de infiltración, hasta la especialización en los diferentes campos funcionales (paracaidismo, buceo, comunicaciones, armamento, sanidad de campaña, explosivos y demoliciones).
Esta especialización no era en detrimento del adiestramiento general, sino que lo intensifica en las distintas áreas funcionales, obteniéndose así un personal altamente especializado en cometidos particulares. De esta forma un Equipo Operativo podía ser rápidamente constituido para una misión concreta.
Todo componente del ESTOL conocía y dominaba los procedimientos y técnicas operativas de Operaciones Especiales y de Guerra Naval Especial que le permitirán una fácil y rápida integración en un Equipo Operativo.
El adiestramiento se estructura en cuatro categorías de acuerdo con el escalón de la Unidad al que estaba dirigido: Individual (Básico y Avanzado) y de Unidad (Básico y Avanzado).
La UOE estaba dotada con la variada gama de equipos (comunicaciones, paracaidismo, escalada, navegación, buceo, etc.) y armas especiales necesarios para la realización de sus diferentes misiones.

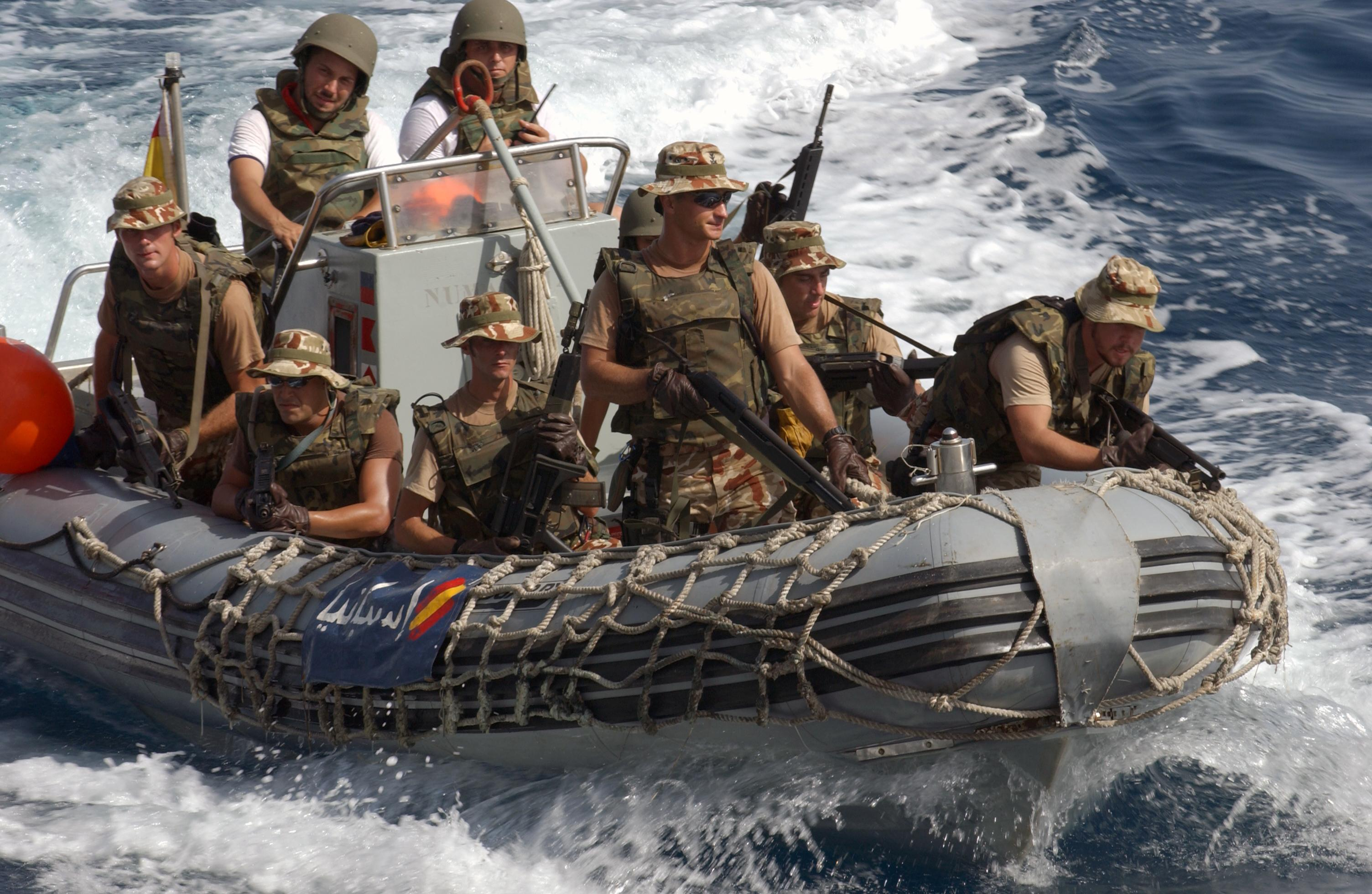
Infantes de marina de la UOE asignados a la fragata Numancia durante la Operación Libertad Iraquí.